# Caenis taratopo
Caenis taratopo is een haft uit de familie Caenidae. De wetenschappelijke naam van de soort is voor het eerst geldig gepubliceerd in 2009 door Molineri.
De soort komt voor in het Neotropisch gebied.